# Hugo Wolff
Hugo Wolff (* 25. Mai 1909 in Grünheide, Ostpreußen; † 1. Oktober 1967 in Hamburg-Neugraben) war ein deutscher Politiker (SPD) und Mitglied des Niedersächsischen Landtages.
Hugo Wolff war promoviert und arbeitete als Arzt. Vom 7. November 1950 bis 30. April 1951 war er Mitglied des Niedersächsischen Landtages (1. Wahlperiode).